# Golfe de Mirabello
Le golfe de Mirabello (en grec moderne : Κόλπος Μιραμπέλου / kólpos Mirabélou) ou la baie de Mirabello, est une embouchure de la mer de Crète, en Méditerranée, sur la partie orientale de la Crète, en Grèce. 
C'est la plus grande baie des îles grecques et la cinquième plus grande de la mer Méditerranée. La ville touristique d'Ágios Nikólaos est en bordure de la baie. Ce lieu a joué un rôle important dans le peuplement préhistorique de l'île de Crète.

## Antiquité
La côte de la baie de Mirabello est connue pour son rôle dans le développement de la métallurgie du cuivre, vers 3000 av. J.-C.[réf. incomplète]. À la fin de la période minoenne, des villes ont été fondées, sur les hauteurs surplombant la baie, comme villes de refuge, dont Karphi[réf. incomplète].
Plus tard, lors de l'invasion dorienne, d'autres villes situées au sommet des collines surplombant la baie ont été colonisées ; un exemple de cette phase de colonisation est la ville de Lato[réf. incomplète].